# Montagne de la Plate
La montagne de la Plate est un sommet des monts Dore dans le Massif central.

## Géographie

### Situation
La montagne de la Plate est située sur la commune de Chambon-sur-Lac, au nord-est du puy de Champgourdeix.

### Faune
La montagne héberge l'une des rares colonies de Myrmeleotettix maculatus (en) présentes dans le massif des monts Dore.

## Protection environnementale
La montagne est incluse dans le site Natura 2000 « Monts Dore » et répertoriée en ZNIEFF de type 2 « Monts Dore », ainsi que dans la ZNIEFF de type 1 « Vallée de Chaudefour ».